# Maksym I Cynik
Maksym I Cynik (zm. ok. 380) – arcybiskup Konstantynopola w 380 r. 

## Życiorys
Był krótko arcybiskupem Konstantynopola po wygnaniu Grzegorza z Nazjanzu.  